# 2015-ös öttusa-Európa-bajnokság
A 2015-ös öttusa-Európa-bajnokságot a nagy-britanniai Bathban rendezték 2015. augusztus 17. és augusztus 23. között.

## Eredmények

### Férfi
| Versenyszám | Arany                                                                 | Ezüst                                                             | Bronz                                                 |
| Egyéni      | Arthur Lanigan-O'Keeffe · Írország                                    | Valentin Prades · Franciaország                                   | Riccardo De Luca · Olaszország                        |
| Csapat      | Franciaország · Valentin Prades · Christopher Patte · Valentin Belaud | Oroszország · Ilia Frolov · Aleksander Lesun · Egor Puchkarevskiy | Csehország · Jan Kuf · Ondrej Polivka · David Svoboda |
| Váltó       | Ukrajna · Andriy Fedechko · Dmytro Kirpulyanskyy                      | Magyarország · Harangozó Bence · Málits István                    | Olaszország · Tullio De Santis · Valerio Grasselli    |

### Női
| Versenyszám | Arany                                                                | Ezüst                                                           | Bronz                                                         |
| Egyéni      | Laura Asadauskaitė · Litvánia                                        | Élodie Clouvel · Franciaország                                  | Lena Schöneborn · Németország                                 |
| Csapat      | Egyesült Királyság · Freyja Atkinson · Kate French · Samantha Murray | Németország · Lena Schöneborn · Annika Schleu · Janine Kohlmann | Olaszország · Gloria Tocchi · Claudia Cesarini · Alice Sotero |
| Váltó       | Németország · Lena Schöneborn · Annika Schleu                        | Oroszország · Svetlana Lebedeva · Ekaterina Khuraskina          | Litvánia · Lina Batuleviciute · Emilija Serapinaite           |

### Vegyes
| Versenyszám | Arany                                             | Ezüst                                              | Bronz                                              |
| Váltó       | Olaszország · Camilla Lontano · Valerio Grasselli | Fehéroroszország · Katsiaryna Arol · Ilya Palazkov | Oroszország · Donata Rimshayte · Aleksandr Kukarin |

## Éremtáblázat
|          | Nemzet             | Arany | Ezüst | Bronz | Összesen |
| 1.       | Franciaország      | 1     | 2     | 0     | 3        |
| 2.       | Németország        | 1     | 1     | 1     | 3        |
| 3.       | Olaszország        | 1     | 0     | 3     | 4        |
| 4.       | Litvánia           | 1     | 0     | 1     | 2        |
| 5.       | Egyesült Királyság | 1     | 0     | 0     | 1        |
| 5.       | Írország           | 1     | 0     | 0     | 1        |
| 5.       | Ukrajna            | 1     | 0     | 0     | 1        |
| 8.       | Oroszország        | 0     | 2     | 1     | 3        |
| 9.       | Fehéroroszország   | 0     | 1     | 0     | 1        |
| 9.       | Magyarország       | 0     | 1     | 0     | 1        |
| 11.      | Csehország         | 0     | 0     | 1     | 1        |
| Összesen | Összesen           | 7     | 7     | 7     | 21       |